# Анопов, Борис Андрианович
Борис Андрианович Анопов (1 (14) января 1915, Царское Село — 11 августа 1986, Москва) — лётчик-испытатель гражданских воздушных судов, заслуженный пилот СССР (1966). Герой Социалистического Труда (1963).

## Биография
Родился в Царском Селе, ныне Ленинградская область. Окончил Батайское авиационное училище в 1939 г.. Назначен командиром лётного отряда, а затем заместителем командира авиагруппы в подмосковном аэродроме Быково. Участвовал в Великой Отечественной войне. После окончания войны работал в ГосНИИ ГА лётчиком-испытателем, занимал должность зам. начальника института по лётным испытаниям. С именем Бориса Анопова связаны испытания и первые полёты многих советских гражданских самолётов эпохи 1950—1970 гг., включая Ил-18, Ту-134, Ту-154, Ил-62. Им так же был освоен ряд вертолётов, а 14 Мая 1963 г. поставлен рекорд скорости на вертолёте Ми-2, побив прежний американский рекорд вертолёта такого же класса. Выполнял первые рейсы нескольких «флагманов» Аэрофлота. 15 Сентября 1966 г. в качестве командира воздушного судна выполнил первый пассажирский рейс самолёта Ил-62 с аэродрома Москва-Внуково, а 9 июля 1967 г. на воздушном параде в Домодедово на этом же самолёте выполнил демонстрационный полёт, возглавив колонну советских гражданских самолётов. В общей сложности им было освоено более 30 типов воздушных судов. Жил в Москве, умер в 1986 г. Был женат, сыновья — Игорь и Сергей Аноповы работали в ГосНИИ ГА и Министерстве авиационной промышленности.

## Интересные Факты
- Будучи испытателем, Борис Анопов не раз попадал в сложные, неординарные ситуации. В одном из таких полётов Анопову предстояло выяснить лётные качества Ил-18 в условиях обледенения при заходе на посадку. Умышленно набрав льда в облачности, тем самым сымитировав обледенение, самолёт потерял управление по тангажу ринулся к земле в практически вертикальном пикировании, не слушаясь руля высоты. Лишь за несколько сотен метров до земли Борису Анопову удалось вывести самолёт из пикирования путём частичной уборки закрылок. Выводы из этого полёта были внесены в руководство по лётной эксплуатации Ил-18 и прочие методические материалы.
- В другом полёте предстояло оценить точность работы бортового радиолокатора первого поколения. Для этого двум самолётам предстояло сойтись на встречных курсах, а при минимальном продольном интервале — отвернуть влево, разойдясь правыми бортами. Когда до схождения оставалось менее километра, оба самолёта оказались в облачности. Расчеты штурмана оказались неверны и самолёт Анопова оказался правее нужной траектории. Несмотря на это, Борис Анопов принял решение выполнить левый разворот, как было согласовано с экипажем другого самолёта на земле. В условиях облачности и практически полного отсутствия визуального контакта друг с другом, оба самолёта разошлись с интервалом в 30 метров.

## Награды и почётные звания
- Герой Социалистического Труда (16.04.1963)
- Орден Ленина (16.04.1963)
- Орден Красного Знамени (13.03.1943)
- Орден Отечественной войны 1-й степени (11.03.1985)
- Орден Отечественной войны 2-й степени (30.09.1945)
- 2 ордена «Знак Почёта» (31.07.1953; 31.07.1961)
- медали
- Заслуженный пилот СССР (1966)